# Tomasz Ścigaczewski
Tomasz Ścigaczewski (Polonia, 18 de noviembre de 1978) es un atleta polaco retirado especializado en la prueba de 60 m vallas, en la que consiguió ser medallista de bronce europeo en pista cubierta en 2000.

## Carrera deportiva
En el Campeonato Europeo de Atletismo en Pista Cubierta de 2000 ganó la medalla de bronce en los 60 m vallas, con un tiempo de 7.56 segundos, tras el letón Staņislavs Olijars y el británico Tony Jarrett (plata con 7.53 segundos).